# Swan Lake, British Columbia
Swan Lake är en sjö i Kanada.   Den ligger i provinsen British Columbia, i den södra delen av landet, 3 200 km väster om huvudstaden Ottawa. Swan Lake ligger 387 meter över havet. Arean är 4,3 kvadratkilometer. Den sträcker sig 5,0 kilometer i nord-sydlig riktning, och 1,5 kilometer i öst-västlig riktning.
Runt Swan Lake är det i huvudsak tätbebyggt. Runt Swan Lake är det ganska tätbefolkat, med 124 invånare per kvadratkilometer.